# برينت غيتس
برينت غيتس (بالإنجليزية: Brent Gates) هو لاعب كرة قاعدة أمريكي، ولد في 14 مارس 1970 في غراند رابيدز في الولايات المتحدة.

## وصلات خارجية
- برينت غيتس على موقعبيزبول رفرنس.كوم (الدوري الرئيسي) (الإنجليزية)
- برينت غيتس على موقع مشجعي الرسوم البيانية (الإنجليزية)